# 金斯敦防御
金斯敦防御是國際象棋法蘭西防禦的一種開局方式，走法為：
1.e4 e6 2.d4 f5